# Pénétrante de Guelma
La pénétrante de Guelma est une autoroute de 36 km, en construction en Algérie.

## Projet
La pénétrante de Guelma fait partie des projets de pénétrantes autoroutières devant relier l'Autoroute Est-Ouest à plusieurs villes. Celle de Guelma qui a été annoncée en 2013 doit relier l'Autoroute Est-Ouest depuis la sortie no 5 dans la commune de Aïn Berda à la ville de Guelma à travers des plaines agricoles.
Cette autoroute longue de 36 km traverse les wilayas de Guelma et Annaba. Un profil en 2x2 voies, un viaduc de 220 m. et un tunnel de 1 205 m.
La pénétrante d'Annaba est prévue dans sa continuité pour constituer une autoroute de 63 km.

## Travaux
Le contrôle et suivi des travaux a été confié par un bureau d'étude algéro-espagnol. Les travaux topographiques ont été confiés au bureau d'étude autrichien Fleschmann Consult.
Il a été attribué en gré à gré en août 2014 pour un montant 31 milliards de DZD (près de 300 millions d'€) et un délai de 24 mois au groupement GRPG composé des entreprises algériennes ENGOA, KouGC, SAR RPB et l'EPTP Constantine .
La pose de la première pierre du projet a été effectuée par le ministre des travaux public Abdelkader Kadi le 6 décembre 2014.